# Математика (газета)
«Математика» — українська газета для вчителів математики, що видається з вересня 1998 року. Виходить двічі на місяць у видавництві «Шкільний світ» за підтримки Міністерства освіти і науки та .Національної академії педагогічних наук України.
Видання містить новини математичної освіти, сучасні методичні розробки, методики і дидактики реалізації нових навчальних програм, планування, матеріали для організації олімпіад, турнірів, наукових досліджень тощо.